# Banco de la Nación Argentina

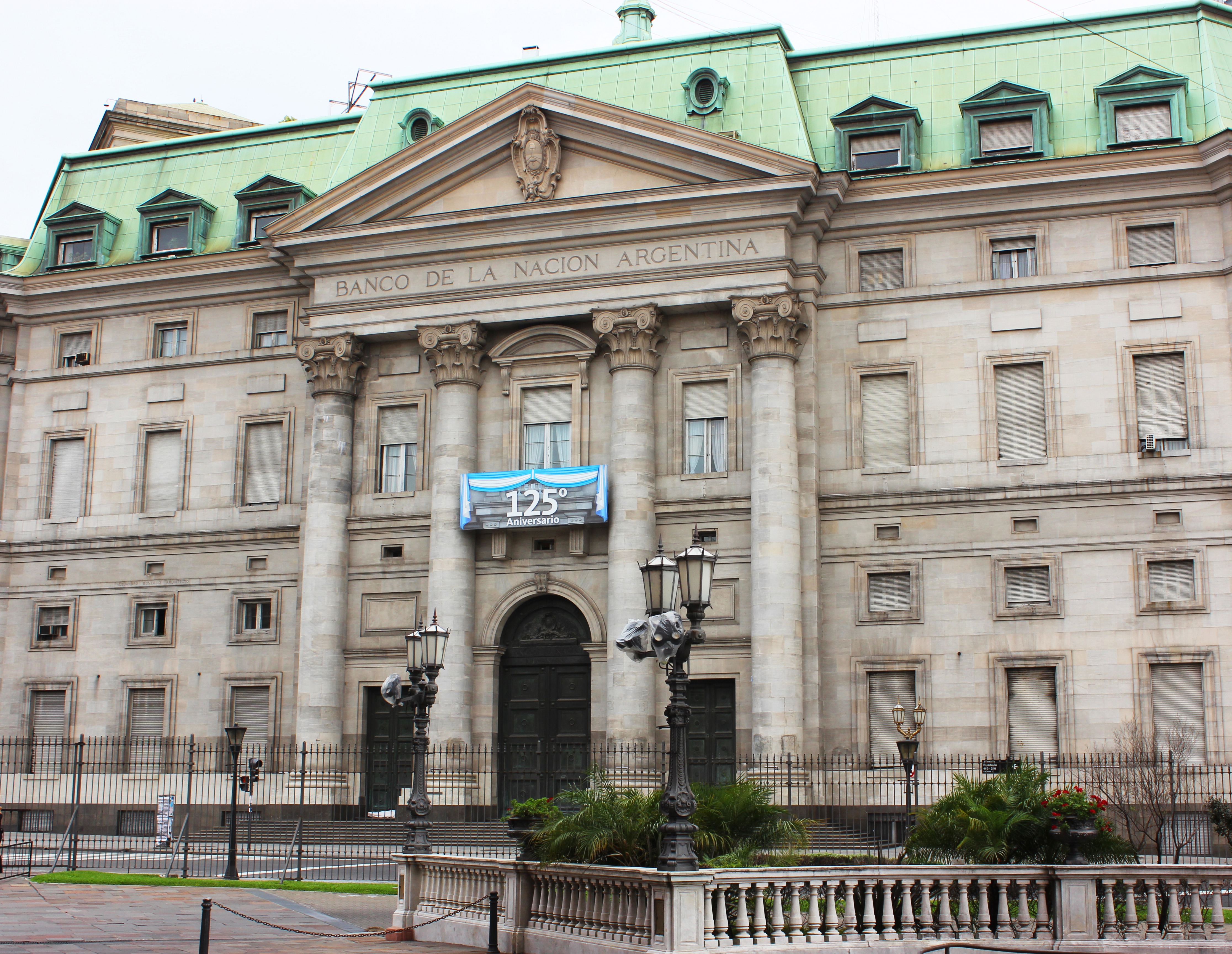
Sede do banco em frente ao Plaza de Mayo, em Buenos Aires

O Banco de la Nación Argentina foi fundado em 18 de outubro de 1891 por iniciativa do presidente Carlos Pellegrini e mediante a Lei Nº. 2.841. Tornou-se uma das principais fontes de financiamento para os pequenos agricultores em suas primeiras décadas, e mais tarde para as empresas comerciais e industriais, bem como a gestão de uma série de transações do setor público.O Banco de la Nación Argentina é totalmente capital do estado. Atualmente, conta com 617 filiais na Argentina, e dezenas de filiais no Uruguai, Chile, Bolívia, Brasil, Paraguai, Venezuela, Estados Unidos, Reino Unido, França, Espanha e Japão.

## História
O Banco de la Nación Argentina foi fundado em 18 de outubro de 1891 pelo presidente Carlos Pellegrini, com o propósito de estabilizar as finanças da nação após o Pânico de 1890; seu primeiro diretor foi Vicente Lorenzo Casares. Em suas primeiras décadas, tornou-se uma importante fonte de financiamento para pequenos agricultores e, posteriormente, para empresas comerciais e industriais, além de lidar com uma variedade de transações do setor público.
A reputação do banco sofreu após a revelação de que subornos haviam sido recebidos pelo conselho de administração em 1994, ao contratar a IBM para o fornecimento de computadores, software e equipamentos de comunicação, tornando-se um proeminente escândalo político na época.

## Sedes
O Banco de la Nación possui uma equipe de 18.057 funcionários em todo o país e 238 funcionários no exterior. Além disso, possui uma forte presença na Argentina, com um total de 6.322 agências e 2.054 caixas eletrônicos em várias cidades e vilas em todo o país. Dessa forma, mesmo em vilas relativamente pequenas, a Sucursal do Banco de la Nación é um dos principais edifícios localizados perto da praça central.
Desde 1888, a sede principal do Banco de la Nación foi instalada em um grande edifício que ocupava meia quadra, entre as ruas Rivadavia, Reconquista, 25 de Mayo e Piedad (hoje Bartolomé Mitre). Essa construção, remodelada, havia sido anteriormente a primeira sede do Teatro Colón, projetada pelo engenheiro Charles Henri Pellegrini e inaugurada em 1857.
Em 1910, o engenheiro arquiteto Adolfo Büttner modificou esse antigo edifício, adicionando uma mansarda e ornamentações. Com o crescimento da instituição, o prédio vizinho que abrigava a Bolsa de Comércio, projetado pelo arquiteto Juan Antonio Buschiazzo, foi adquirido em 1918. A Bolsa inaugurou sua nova sede, projetada por Alejandro Christophersen, na Avenida Alem.
No entanto, ao longo dos anos, tornou-se necessário projetar um único edifício adequado às dimensões e requisitos do poderoso e imenso Banco de la Nación. Em 1936, a Direção da instituição decidiu realizar um concurso de projetos para a sede definitiva, que ocuparia a quadra inteira.

A proposta vencedora foi a de Alejandro Bustillo, construída em duas etapas entre 1940 e 1955. Este edifício tornou-se um dos mais representativos de Buenos Aires e, por exemplo, deu origem ao logotipo atual da instituição, um pórtico de estilo grego com um frontão.[carece de fontes?]

Evolução arquitetônica da sede do Banco de la Nación Argentina
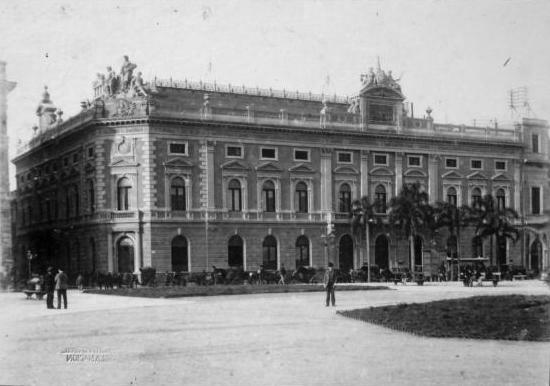
Edifício original do Teatro Colón, por volta de 1880.
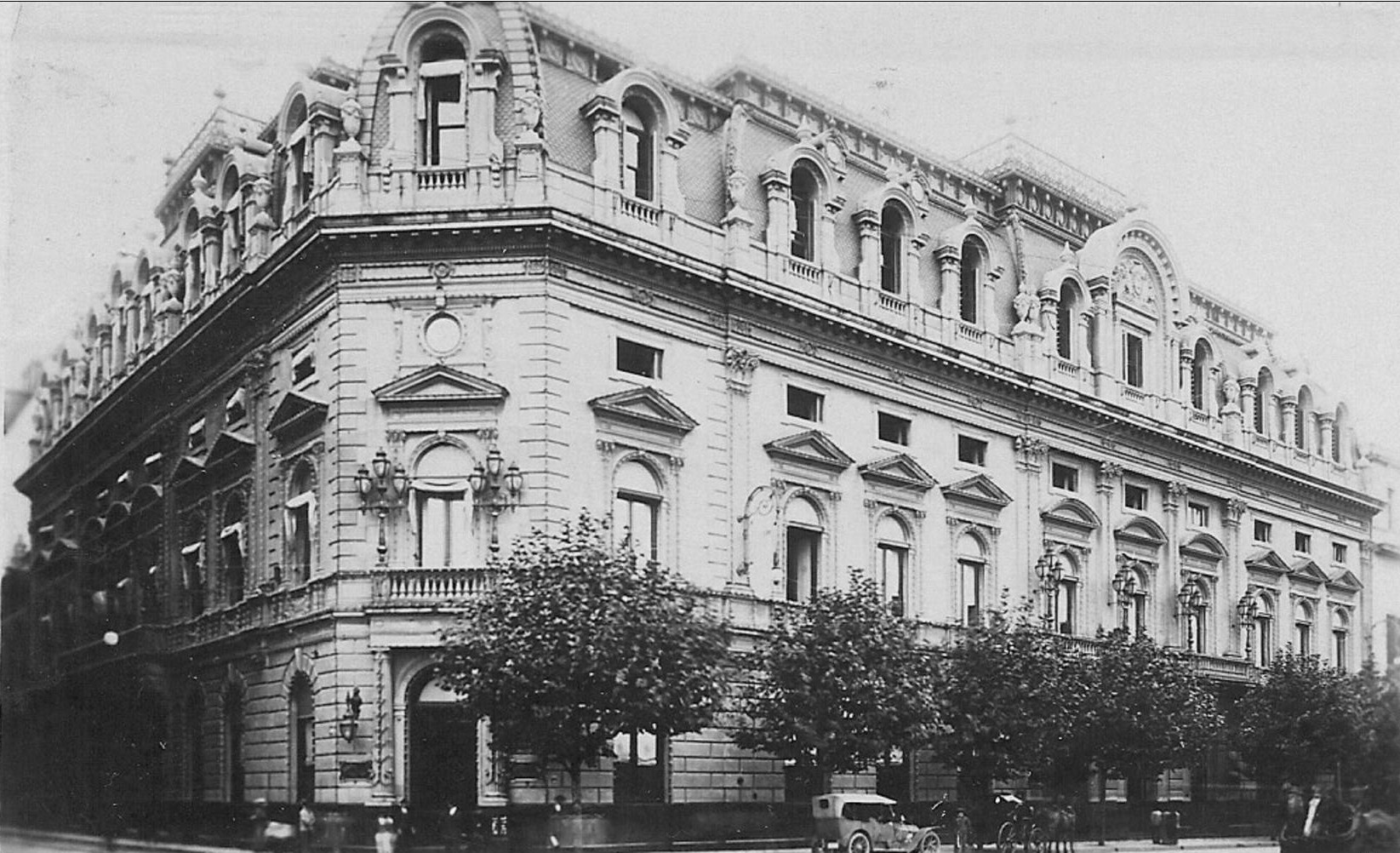
Remodelação de Adolfo Büttner em 1910.
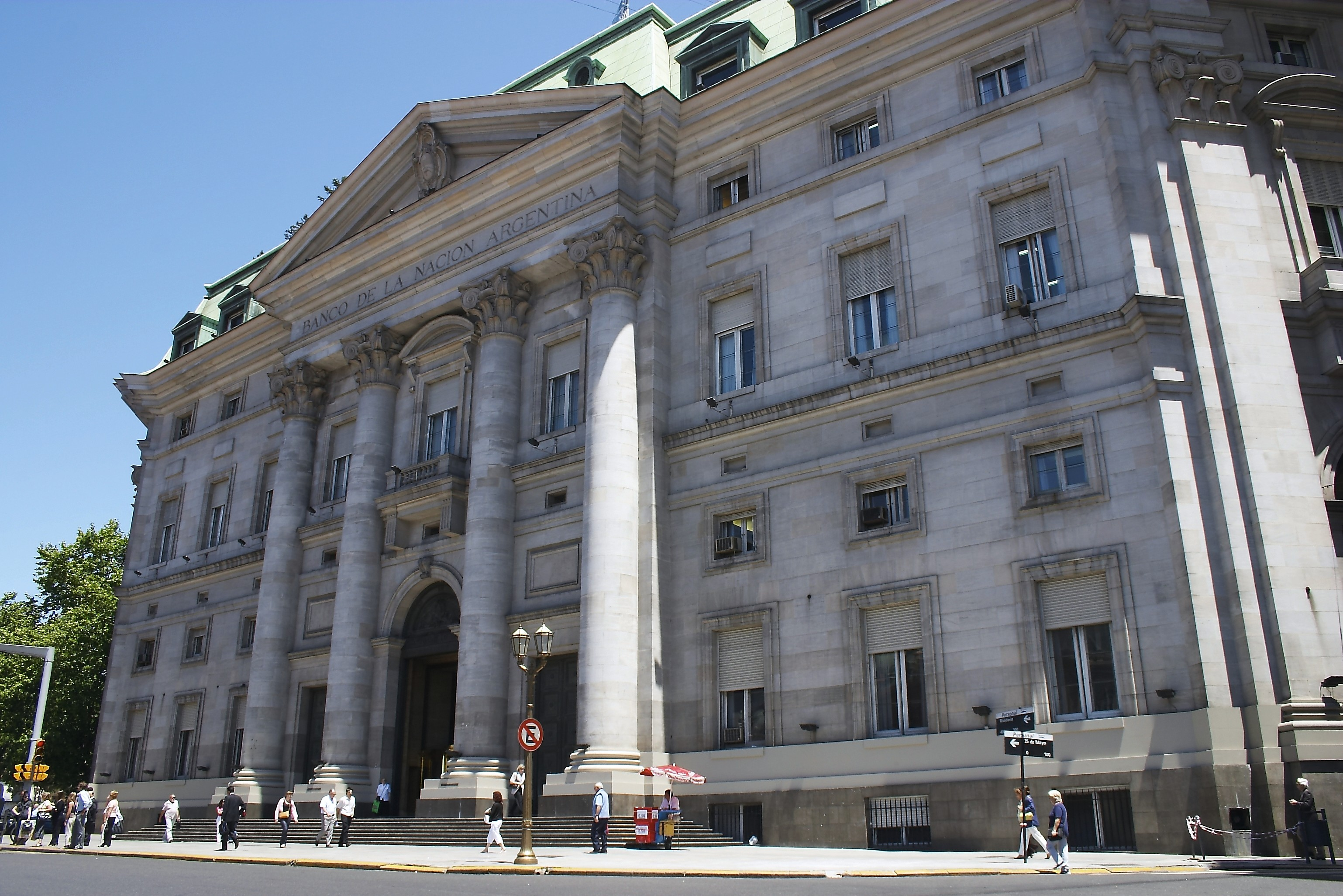
Atual edifício neoclássico projetado por Alejandro Bustillo.

### Filiais
O Banco de la Nación Argentina possui uma quantidade de agências nas cidades do interior argentino que não é igualada por nenhuma outra instituição financeira. O Banco mantém 634 agências em território argentino e outras 8 no exterior (Santa Cruz de la Sierra, Bolívia; São Paulo, Brasil; Madrid, Espanha; Assunção, Paraguai; Nova York e Miami, Estados Unidos; e Montevidéu, Uruguai), além de um escritório representativo em Pequim, China.
Especialmente nos casos das agências do início do século XX, o Banco se encarregou de contratar os arquitetos mais prestigiados da época. Assim, Julio Dormal, Adolfo Büttner, Carlos Nordmann, Fernando Moog, Salvador Mirate e Arturo Prins projetaram agências em vários bairros de Buenos Aires e em capitais e cidades das diferentes províncias. Na segunda metade do século XX, as mais importantes empresas de arquitetura argentina trabalharam para o Banco de la Nación Argentina, como Miguel Ángel Roca, Mario Roberto Álvarez, SEPRA e Clorindo Testa.[carece de fontes?]
Em 3 de fevereiro de 2015, o banco abriu sua primeira agência em Pequim, China. Ela está localizada na avenida Jianguomenwai, no distrito de Chaoyang, perto da zona das embaixadas e do edifício do Banco de Desenvolvimento da China. O motivo foi o aumento das relações entre os governos argentinos e chineses, e o aumento das operações de empresários argentinos na China. A agência foi inaugurada pelo titular da instituição bancária, Juan Ignacio Forlón, junto com funcionários argentinos e chineses.

## Administração

### Diretório
- Presidente: Silvina Batakis
- Vice-presidente: Carlos Caserio
- Diretora Geral: Cecilia Fernández Bugna
- Diretora: Julia Strada
- Diretor: Martín Alberto Pollera
- Diretor: Martín Miguel Di Bella
- Diretor Regional: Martín Ferré
- Diretor: Raúl Garré
- Diretor: Ángel Mercado
- Síndico Titular: Marcelo Costa
- Gerente Geral: María del Carmen Barros

## Galeria

Sucursais selecionadas do Banco de la Nación Argentina
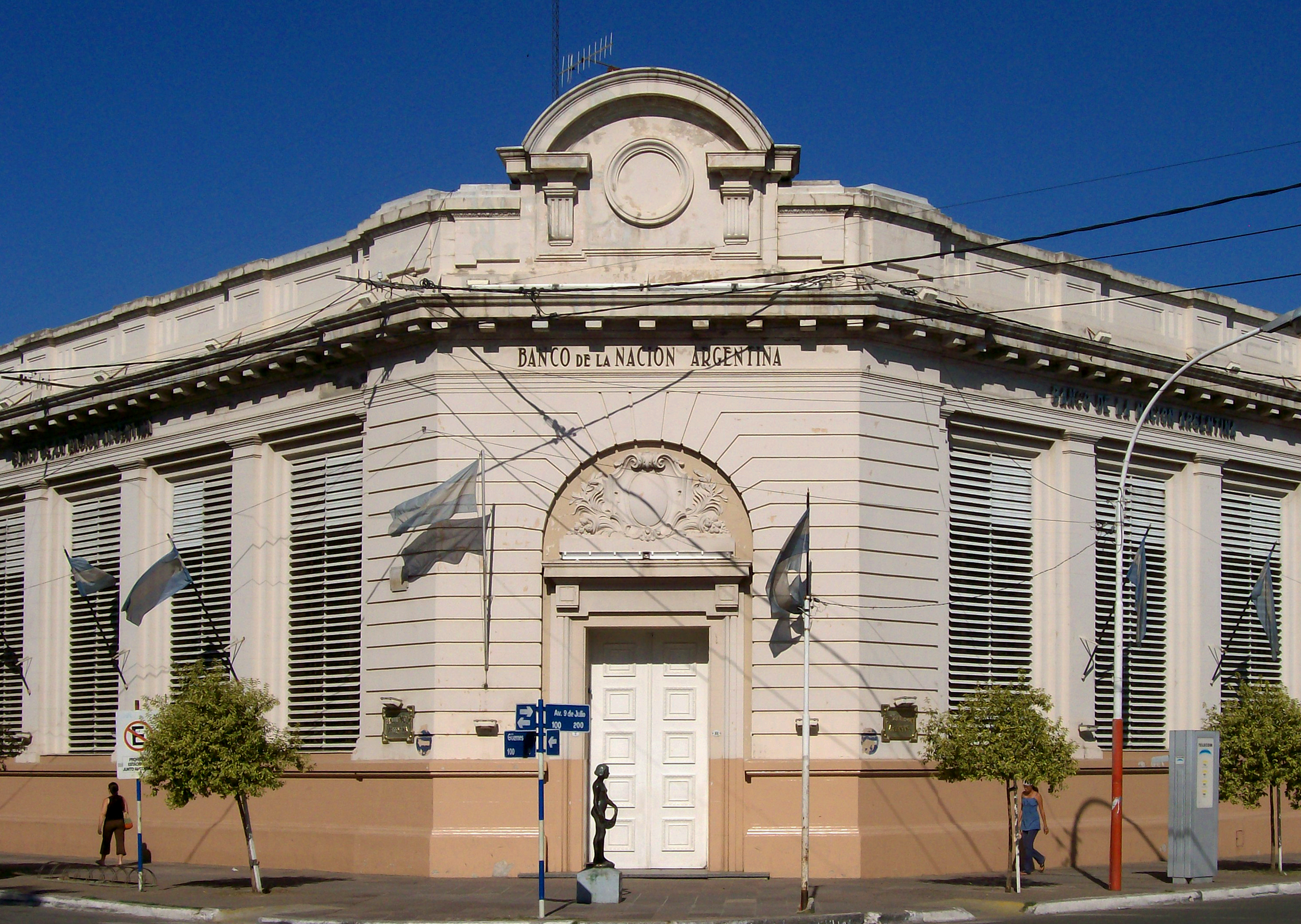
Sucursal em Resistência (província de Chaco)
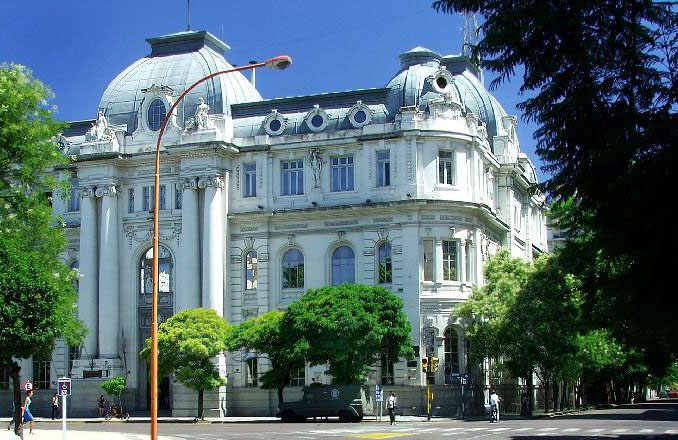
Sucursal em Bahía Blanca (província de Buenos Aires)
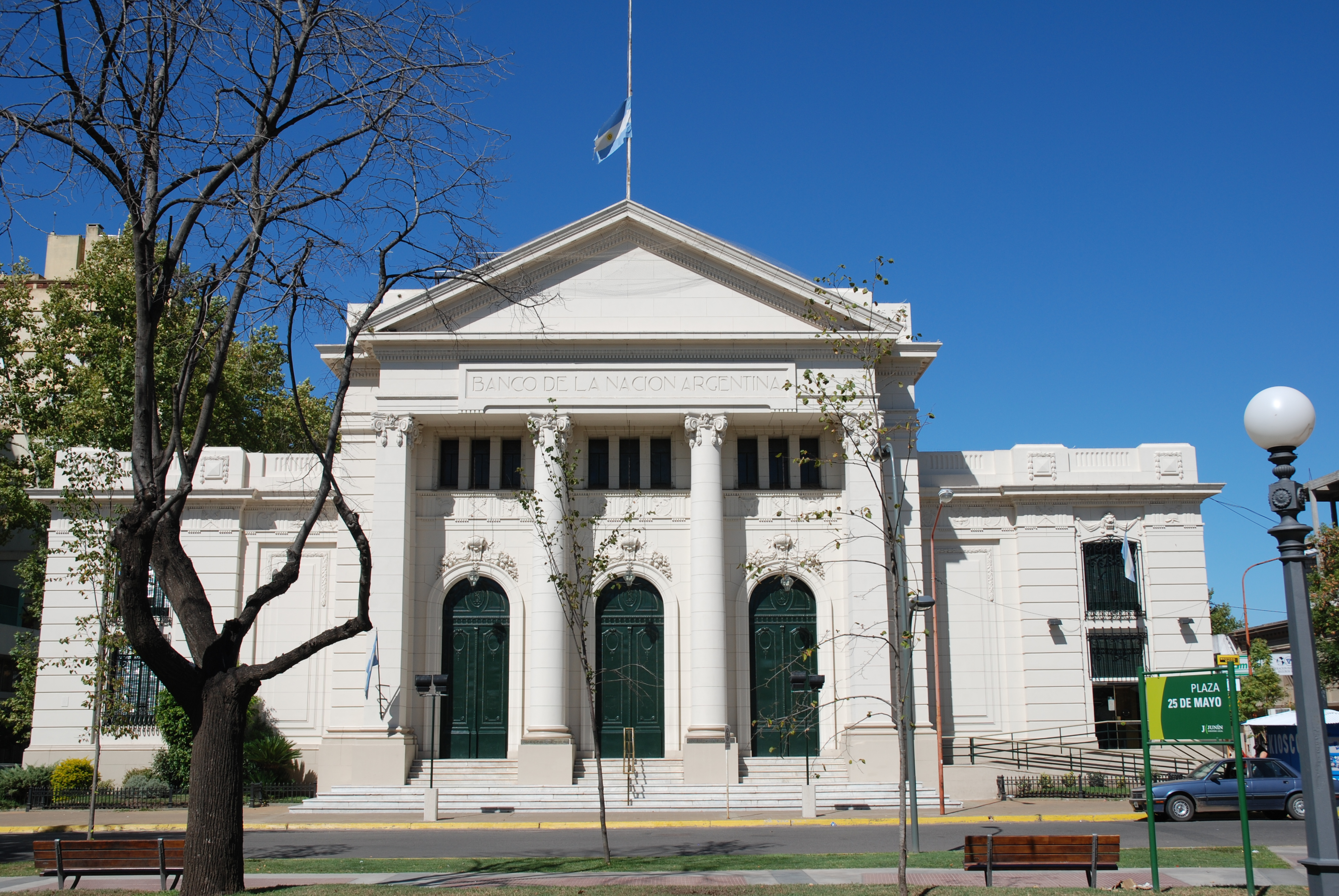
Sucursal em Junín (província de Buenos Aires)
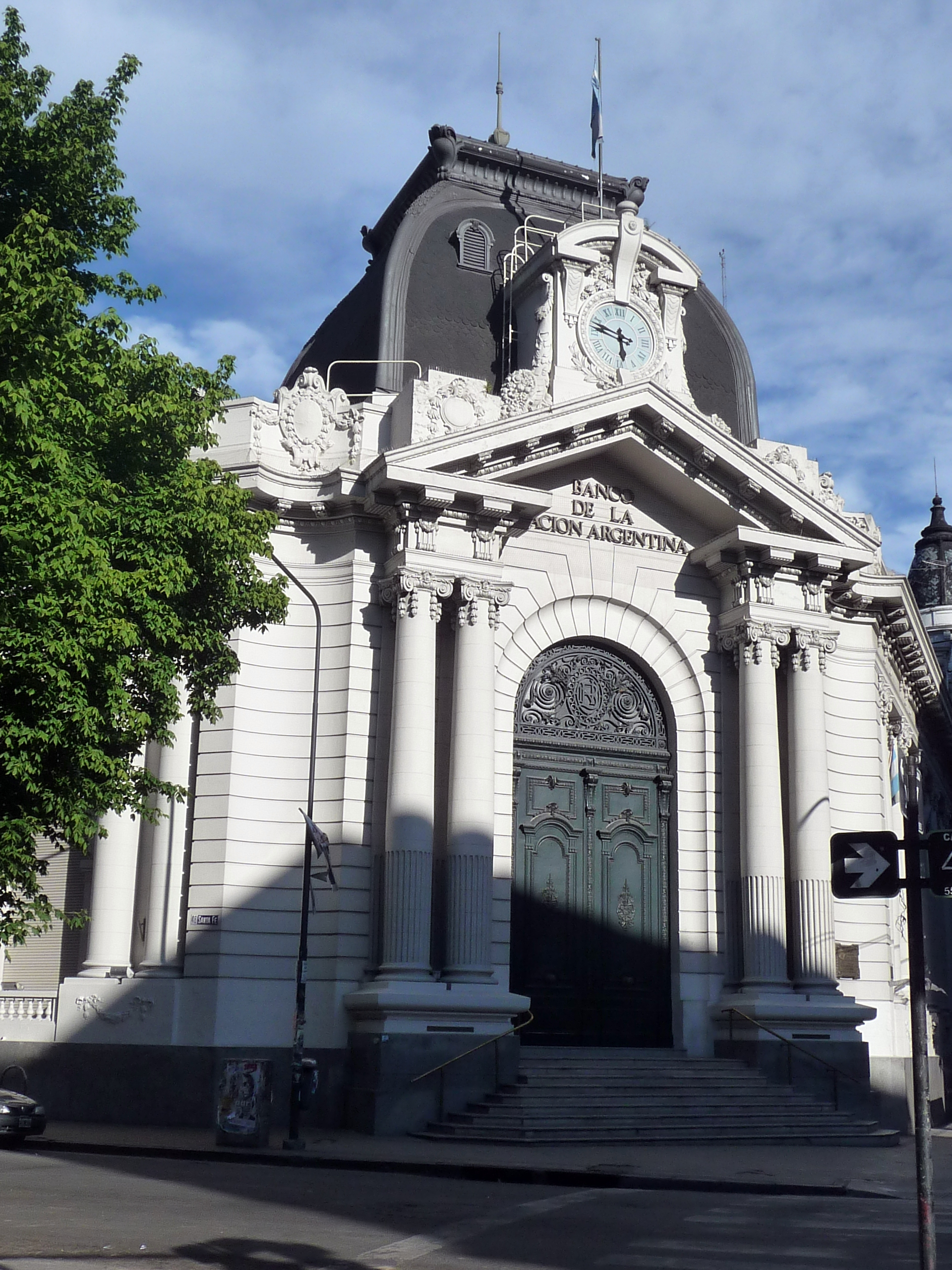
Sucursal em La Plata (província de Buenos Aires).
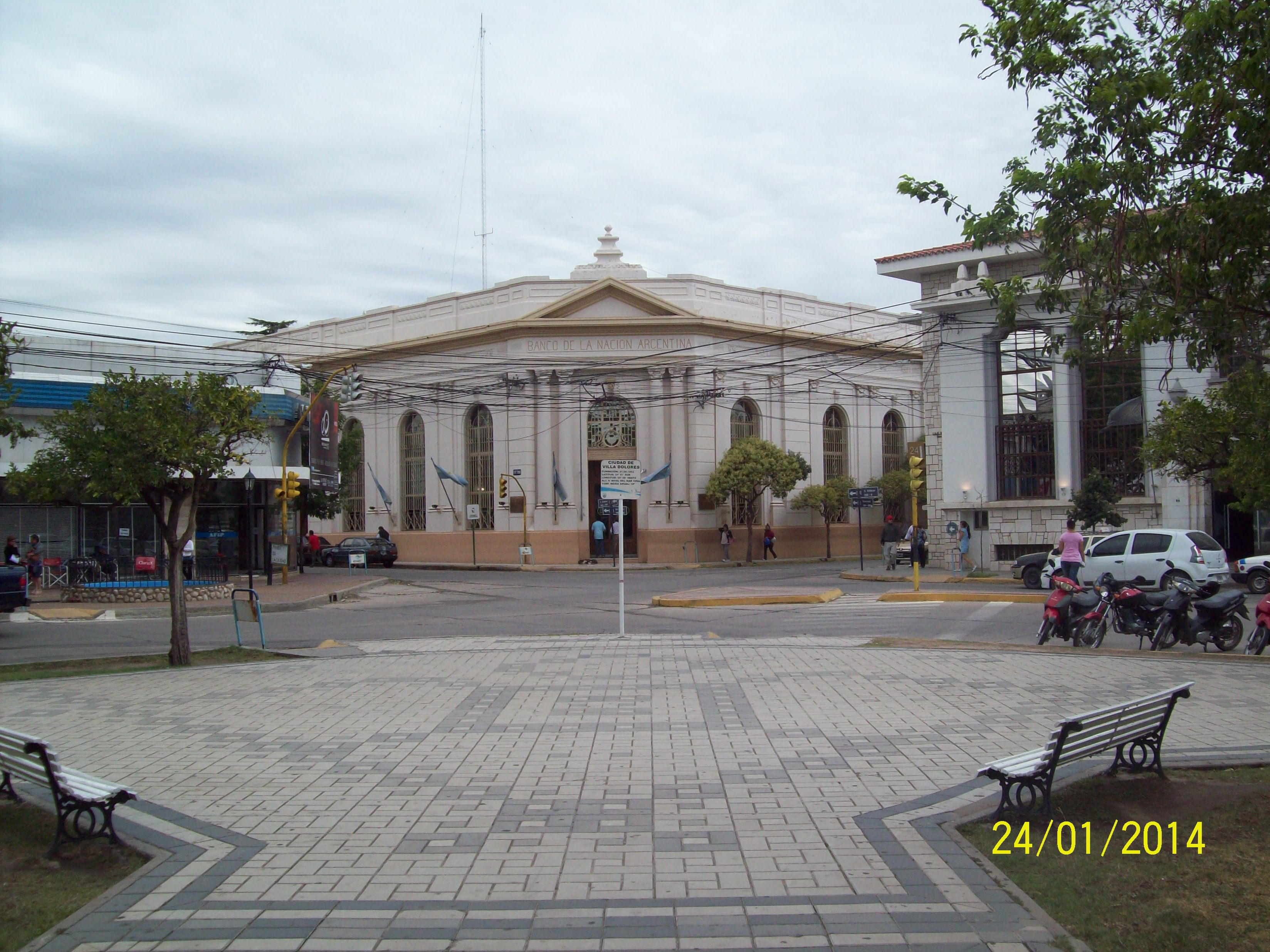
Sucursal em Villa Dolores (província de Córdova).
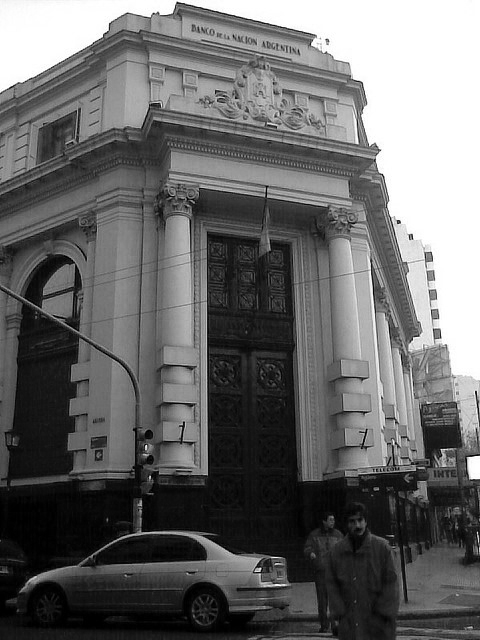
Sucursal no bairro de Balvanera, na cidade de Buenos Aires.